# Sotteville-sous-le-Val
Sotteville-sous-le-Val is een gemeente in het Franse departement Seine-Maritime (regio Normandië) en telt 650 inwoners (2004). De plaats maakt deel uit van het arrondissement Rouen.

## Geografie
De oppervlakte van Sotteville-sous-le-Val bedraagt 5,3 km², de bevolkingsdichtheid is 122,6 inwoners per km².
De onderstaande kaart toont de ligging van Sotteville-sous-le-Val met de belangrijkste infrastructuur en aangrenzende gemeenten.

## Demografie
Onderstaande figuur toont het verloop van het inwonertal (bron: INSEE-tellingen).